# 鼻腔開放
鼻腔開放（びこうかいほう）とは、破裂口音の閉鎖の開放を鼻腔から行うものをいう。
破裂音は閉鎖の形成・閉鎖の持続・閉鎖の開放という過程をもつが、最後の段階において口腔内の閉鎖は維持しながら口蓋帆を下げて鼻腔へ空気が開放されるようにすることである。破裂音の次に同じ調音位置の鼻音がつづく場合に起こりやすい。
国際音声記号では補助記号として[  ⁿ ]が鼻腔開放に当てられており、[dⁿ]のように記述される。